# 74 Dywizja Piechoty (III Rzesza)
74 Dywizja Piechoty (niem. 74. Infanterie-Division) – niemiecka dywizja z czasów II wojny światowej, aktywowana 27 stycznia 1944 na poligonie Milowitz w Protektoracie Czech i Moraw (wcześniej Czechosłowacja). Początkowo dywizja miała wchłonąć szkieletową Dywizję Piechoty Milowitz. 28 lutego zrezygnowano z tych planów i istniejące, niekompletne pododdziały skierowano jako uzupełnienia do 320 i 389 Dywizji Piechoty. Sztab dywizyjny został użyty podczas formowania 237 Dywizji Piechoty.

## Struktura organizacyjna
- 1031 pułk grenadierów
- 1032 pułk grenadierów
- 1033 pułk grenadierów
- batalion artylerii „Milowitz”
- batalion inżynieryjny „Milowitz”.